# Mausolée du Cheikh Baha al-Din Zakariya
 (septembre 2024).
Le  Mausolée du Cheikh Baha al-Din Zakariya  est un édifice située à Multan, dans le Pendjab au Pakistan. Il fut construit pour le saint sunnite Baha al-Din Zakariya et complété en 1262.